# Aeroportul Lima Allen County
Aeroportul Lima Allen County (IATA: AOH, ICAO: KAOH, FAA LID: AOH) este un aeroport din Comitatul Allen, Ohio, Ohio, Statele Unite ale Americii ce deservește zona Lima⁠(d). Aeroportul a fost tranzitat în 2019 de 20 de pasageri. A fost numit după zona deservită.
Situat la o altitudine de 297 m, aeroportul dispune de 2 piste.

## Infrastructură

### Piste
Aeroportul dispune de 2 piste. Pista 10/28 are suprafața de asfalt și dimensiunile 6.000 picioare × 150 picioare. Pista 14/32 are dimensiunile 2.500 picioare × 150 picioare. 